# 박근령
박근령(朴槿姈, 1954년 6월 30일~)은 대한민국의 정치인이다. 박정희 전 대통령과 부인 육영수 여사 사이의 딸이다.

## 생애
박정희과 부인 육영수 사이에서 둘째 딸로 태어났다. 출생당시 아버지 박정희는 美육군포병학교 고등군사반 유학을 마치고 귀국하여 제2군단 포병단장으로 있었고 계급은 준장이었다. 박정희의 귀국일은 6월 27일, 근령의 생일은 사흘뒤인 30일이다. 원어명은 근영(槿映)이었으나, 1993년 서영(書永)으로 개명하였고 2004년 다시 근령(槿令)으로 바꿨다. 청운국민학교, 경기여자중학교, 경기여자고등학교와 서울대학교 작곡과를 졸업하였다.
1974년에 어머니 육영수가 암살당하고 1979년에 아버지 박정희가 암살당한 후, 동거하던 육영수 소생 형제자매들과 청와대를 나와 신당동 사저로 나와 살았다.
1982년 초 풍산금속 사장 류찬우의 장남인 기업인 류청과 결혼했으나 6개월 후 이혼했다.
이후 육영재단 부이사장에 선출되었다가 언니 박근혜가 육영재단 이사장직에서 물러나자 1990년 12월 이사장으로 부임했으며, 1992년 어린이교통안전협회 총재에 선출됐다. 1997년 한나라당에 입당했다.
2006년 가을에 13살 연하인 신동욱을 만나, 이듬해 2월에 약혼식을 가졌다. 2007년 11월에는 육영재단에서 괴한에게 피습을 당하기도 했다. 이후 일부 지인들의 반대와 만류에도 불구하고 2008년 10월 13일에 신동욱과 결혼식을 올렸다. 2008년에는 한나라당 충북선거대책위원회 위원장에 선임되기도 했다.
이후 (주)뮤즈뱅크 회장, 공화당 상임고문, 한국재난구호 총재, 한국여성바둑연맹 총재, 바이오운동본부 총재, 평화통일연구원 명예이사장, 한국어니배구연맹 명예총재, 대한특수경호무술협회 명예총재 등을 역임했다.
박근령은 아버지인 박정희 전 대통령의 사망 이후 오랫동안 언니인 박근혜와 불화하였지만 2012년 12월 14일 대한민국 제18대 대통령 선거 박근혜 지지를 선언하였다.

## 논란
포털사이트 '니코니코'와 가진 특별대담에서 한국이 일본에 지속적으로 과거사 사과를 언급하는 것은 부당하고, 신사참배를 하지 않는 것은 패륜, 주변국이 일본의 신사 참배를 비판함은 내정 간섭이라는 발언을 해 논란이 일어났다. 이후 김주하 아나운서와 가진 인터뷰에서 기존의 입장을 고수하여 논란을 가속화하였다.

## 관련 작품
- 1995년 MBC 《제4공화국》 - 조은경
- 2005년 MBC 《제5공화국》 - 전수지

## 역대 선거 결과
|  | 0.00% |

|  | 0.05% |

## 같이 보기
- 공화당 (2014년)
- 박근혜
- 박정희
- 한병기
- 김종필
- 은지원
- 박지만